# Ussel, Corrèze
Ussel är en kommun i departementet Corrèze i regionen Nouvelle-Aquitaine i de centrala delarna av Frankrike. Ussel är sous-préfecture för departementet Corèze. Kommunen är chef-lieu för kantonerna Ussel-Est och Ussel-Ouest och arrondissementet Ussel. År 2022 hade Ussel 9 174 invånare.

## Befolkningsutveckling
Antalet invånare i kommunen Ussel
Referens:INSEE